# Unai García Lugea
Unai García Lugea (Ezkaroze, Navarra, 3 de setembre de 1992) és un futbolista professional navarrès que juga pel CA Osasuna com a defensa.

## Carrera de club
García es va formar al planter del CA Osasuna, i va debutar com a sènior la temporada 2011–12 amb el CA Osasuna B a Segona Divisió B. L'1 de juny de 2013, va debutar amb el primer equip a La Liga debut, jugant com a titular en una derrota per 2–4 a fora contra el Reial Madrid CF en un partit en què fou sancionat amb targeta groga.
El 28 de gener de 2015, García fou cedit al CD Tudelano fins al juny. Després del seu retorn, va ser usat amb regularitat pel tècnic Enrique Martín Monreal, i va marcar el seu primer gol com a professional el 15 de novembre, en una victòria per 2–1 a casa contra el RCD Mallorca.

## Palmarès
Osasuna
- Segona Divisió: 2018–19[4]

## Vida personal
El germà petit d'Unai García, Imanol, també és futbolista, un migcampista, format a l'Osasuna.